# 石川県立いしかわ特別支援学校
石川県立いしかわ特別支援学校（いしかわけんりつ いしかわとくべつしえんがっこう）は、石川県金沢市南森本町に所在する公立特別支援学校。

## 教育課程

### 肢体不自由教育部門
児童生徒の能力、特性に応じて以下の5類型を編成している。
- 類型I: 小学校、中学校、高等学校学習指導要領に準拠する教育課程
- 類型II: 下学年を適用する教育課程
- 類型III: 教科別の指導と領域別の指導を主とした教育課程
- 類型IV: 領域・教科を合わせた指導を主とした教育課程
- 類型V: 「自立活動」の指導を主とした教育課程

### 知的障害教育部門
児童生徒の能力、特性に応じて、各部で類型及びコースを編成している。
- 小学部（2類型）
  - 教育課程A: 教科別の指導と領域・教科を合わせた指導を主とした教育課程
  - 教育課程B: 領域・教科を合わせた指導を主とした教育課程

- 中学部（2類型）
  - 教育課程A: 教科別の指導と領域・教科を合わせた指導を主とした教育課程
  - 教育課程B: 領域・教科を合わせた指導を主とした教育課程

- 高等部（3類型）
  - 産業技術コース: 専門教科と教科別の指導を主とした教育課程
  - 普通科Aコース: 教科別の指導と領域・教科を合わせた指導を主とした教育課程
  - 普通科Bコース: 領域・教科を合わせた指導を主とした教育課程

## 施設・設備
- A棟（肢体不自由棟）
  - 自立活動室
  - 感覚学習室
- B棟（知的教育棟）
  - 中庭
  - プレイルーム
- 生活体験棟「さくら」
- 地域支援棟
- 大体育館
- 室内温水プール

## 沿革
- 2006年 - 石川県立総合養護学校として肢体不自由教育部門が設立。
- 2008年 - 知的障害教育部門が開設。
- 2010年 - 石川県立いしかわ特別支援学校に改称、現在に至る。

## アクセス
- IRいしかわ鉄道線 森本駅より徒歩約10分。